# Solanum ambosinum
Solanum ambosinum es una especie de planta fanerógama perteneciente a la familia de las solanáceas.

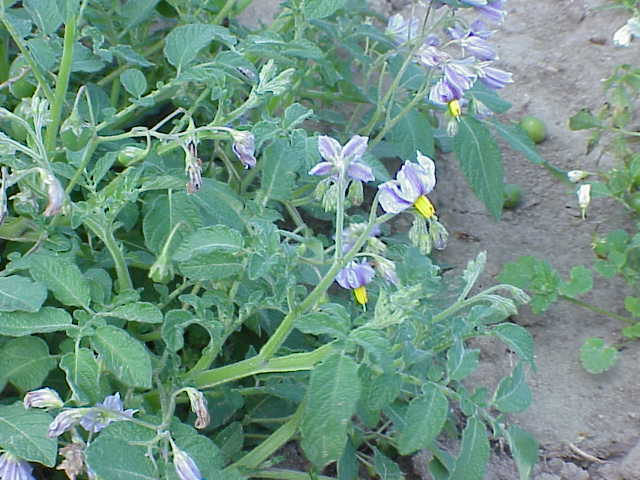
Vista de la planta

## Distribución
Se encuentra en Perú en Huanuco.

## Taxonomía
Solanum ambosinum fue descrita por Ochoa y publicado en Biota 1(1): 7–9, f. 3–4. 1954.
Etimología
Solanum: nombre genérico que deriva del vocablo Latíno equivalente al Griego στρνχνος (strychnos) para designar el Solanum nigrum (la "Hierba mora") —y probablemente otras especies del género, incluida la berenjena—, ya empleado por Plinio el Viejo en su Historia naturalis (21, 177 y 27, 132) y, antes, por Aulus Cornelius Celsus en De Re Medica (II, 33). Podría ser relacionado con el Latín sol. -is, "el sol", debido a que la planta sería propia de sitios algo soleados.
ambosinum: epíteto